# Lotte Freddie
Lotte Freddie (født Elise Tegner Albeck 7. februar 1935 på Frederiksberg) er en dansk tidligere model og nuværende modeskribent og -redaktør. Lottes grandonkel var billedhuggeren Rudolph Tegner og hendes mormor var kongelig balletdanserinde. Det var Lottes mormor der insisterede på at kalde hende Lotte i stedet for Elise. Efternavnet Freddie har hun fra sin eksmand modefotografen Jørn Freddie, med hvem hun har to børn. Jørn var søn af den til tider provokatoriske maler Wilhelm Freddie.